# ザムトゲマインデ・アイストルプ
ザムトゲマインデ・アイストルプ (Samtgemeinde Eystrup) は、ドイツ連邦共和国ニーダーザクセン州ニーンブルク/ヴェーザー郡北西部にかつて存在したザムトゲマインデ（集合自治体）である。

## 地理
ザムトゲマインデ・アイストルプはヴェーザー川沿いの砂地と湿地の地形からなる。

### 自治体の構成
- アイストルプ
- ガンデスベルゲン
- ヘーメルハウゼン
- ハッセル

## 行政

### ザムトゲマインデ・グラーフシャフト・ホーヤとの合併
2008年2月末、地方紙にザムトゲマインデ・アイストルプと、隣接するザムトゲマインデ・グラーフシャフト・ホーヤとの合併計画が発表された。2011年1月1日に合併は発効し、新しいザムトゲマインデはザムトゲマインデ・グラーフシャフト・ホーヤの名前を引き継いだ。

## 文化と見所
- アイストルプの教会は12世紀にその基礎部分が造られた。
- ハッセルには1000年以上の歴史を有する自衛教会がある。修復されたこの教会は注目すべき天井画を有している。
- ハッセルにはこの他に、旧石器時代の重要な遺跡がある。ガルゲンベルクと呼ばれるこの遺跡からは、この時代の筒が発見されている。ここは石器時代から19世紀まで形状として使われていた。
- 古典的なニーダーザクセン様式の農家が多く残されており、重要なものも数多い。
- ギャラリー「オランダ風車」
- 鉄道博物館

### 自然
- アルフザー・アーエ自然保護地区はハッセルとホーヤとの間の水辺の森 (22 ha) で、3月末から4月初めにキケマン属が白や紫の花を咲かせる。

## 経済と社会資本
この地域は農業が大変に盛んである。ザムトゲマインデ・アイストルプではアスパラガス栽培が大変に重要である。
第二次産業の分野ではジャム工場、マスタード工場、玩具工場がアイストルプで操業している。
アイストルプはさらに近隣地域の中心地でもある。公共の社会資本は主にこの町にある。ザムトゲマインデの役場、基礎課程学校、幼稚園、老人ホームがこの町にある。さらにスーパーマーケット、医院、薬局、郵便局や銀行といったサービス業もこの町にある。市民大学の分校もこの町で講義を行っている。

### 交通
連邦道B215号線がザムトゲマインデ・アイストルプ内を走っている。アイストルプにはブレーメン - ハノーファー線と、ローテンブルク (ヴュンメ)からヴェストファーレンのミンデンに至るヴェーザー＝アラー鉄道の駅がある。

## 引用
1. ↑  出典: 地方紙の報道
2. ↑  合併に関する報道